# Petr Fuksa (1998)
Petr Fuksa (* 9. srpna 1998, Nymburk) je český reprezentant v rychlostní kanoistice. Působí v klubu Dukla Praha. Stal se dvojnásobným vicemistrem Evropy do 23 let v kategoriích C1 1000 m a C1 200 m a dvojnásobným bronzovým medailistou z Mistrovství světa do 23 let. Je synem bývalého úspěšného reprezentanta v rychlostní kanoistice Petra Fuksy, který ho společně s dědečkem Josefem trénuje. Se svým starším bratrem Martinem Fuksou se na deblkanoi kvalifikoval a startoval na Letní olympijské hry 2020 v Tokiu.

## Kariéra
Na Mistrovství Evropy juniorů v roce 2019 vybojoval bronzovou medaili na trati 1000 metrů. O dva roky později přidal na juniorském Mistrovství Evropy v Poznani dvě stříbrné medaile v kategoriích C1 1000 m a C1 200 m. Zúčastnil se Mistrovství světa v roce 2017, kde se v kategorii C4 1000 m podílel na zisku 8. místa. Na mistrovství světa v Szegedu v roce 2019 skončil s bratrem Martinem v kategorii C2 1000 m na 9. místě, které jim stačilo k nominaci na Olympijské hry v Tokiu.